# ألكسندرا رودريغيز لونغ
ألكسندرا رودريغيز لونغ (بالإسبانية: Alexandra Rodríguez Long)‏ هي متزلجة فنية إسبانية، ولدت في 30 يناير 1997 في لاس بالماس دي غران كناريا في إسبانيا.

## وصلات خارجية
- ألكسندرا رودريغيز لونغ على موقع الاتحاد الدولي للتزلج (الإنجليزية)